# ورم جلدي أسطواني الخلايا
في علم الأمراض الجلدية ورم جلدي ناتح أسطواني الخلايا (بالإنجليزية: Dermal cylindroma)‏ ويُسمى أيضًا ورم جلدي أسطواني ناتح كما يطلق عليه (بتحديد أقل) ورم أسطواني، هو ورم حميد ملحق يظهر في فروة الرأس والجبين حيث تترتب العديد من الأورام الجلدية الأسطوانية كقبعة.
فعدد من الأورام الجلدية الأسطوانية قد تنمو معا مكونة شكل قبعة وأحيانًا يشار اليه بورم العمامة، وتعتبر الأورام الجلدية الأسطوانية خللًا غير شائع في تنسج ملحقات الجلد.

## علم الأنسجة
الأورام الجلدية الأسطوانية هي:
- آفات جلدية تتكون من أعشاش من الخلايا التي يحيط بها الهيالين (وهو عبارة عن مواد زجاجية ويوزينية ولا خلوية) ولها:
  - أنوية مفرطة الانصباغ تشكل سياجا (أنوية عمودية مرتبة حول محيط أعشاش الخلايا بحيث تكون محاورها القصيرة مماسة لمحيط العش)
  - خلايا ذات أنوية بيضاوية فاتحة الانصباغ تقع في المركز.

تفتقر إلى عدد كبير من الخلايا الليمفاوية، وهذا ما يميزها عن الورم الغدي العرقي.

## معرض صور

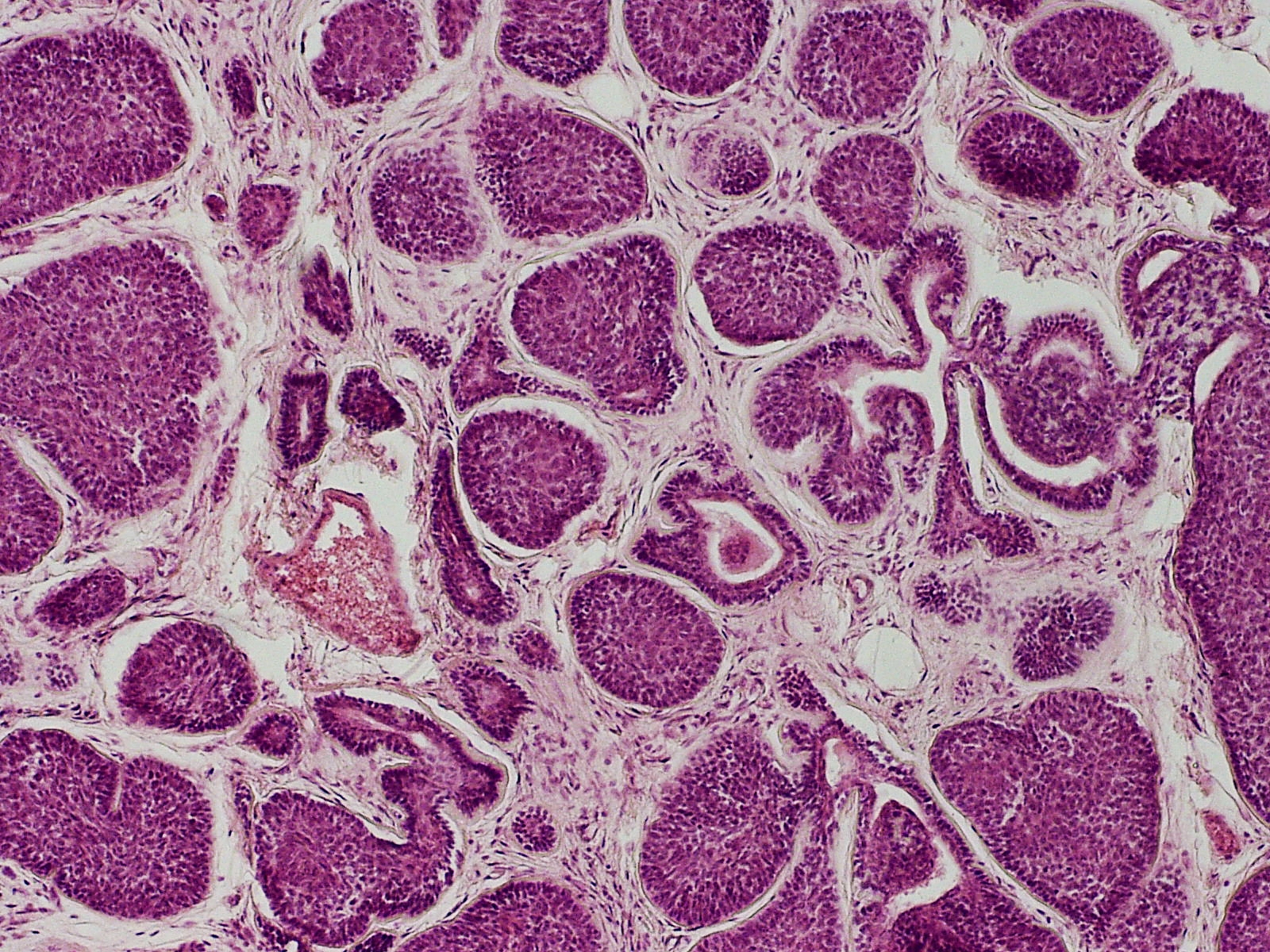
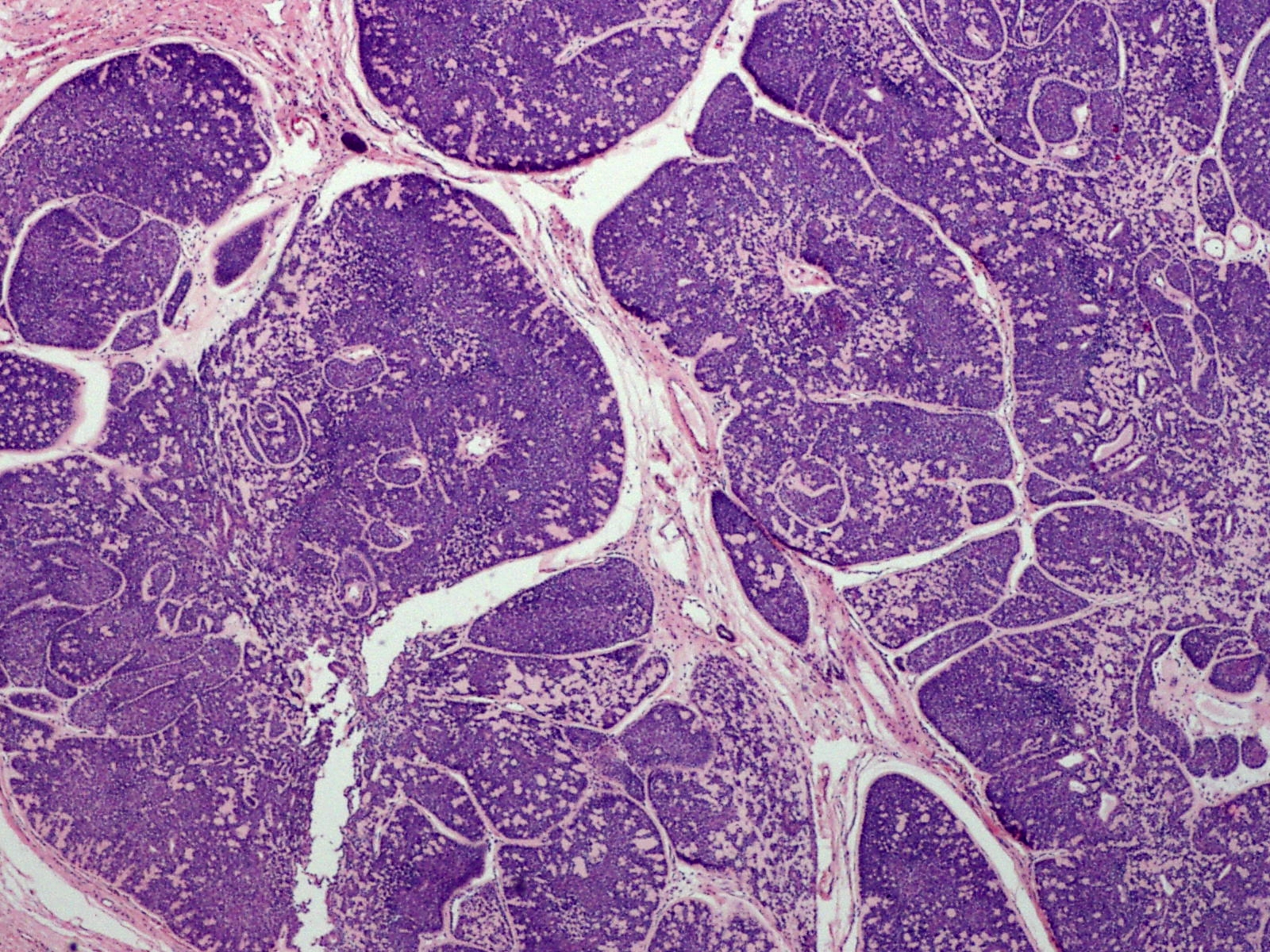
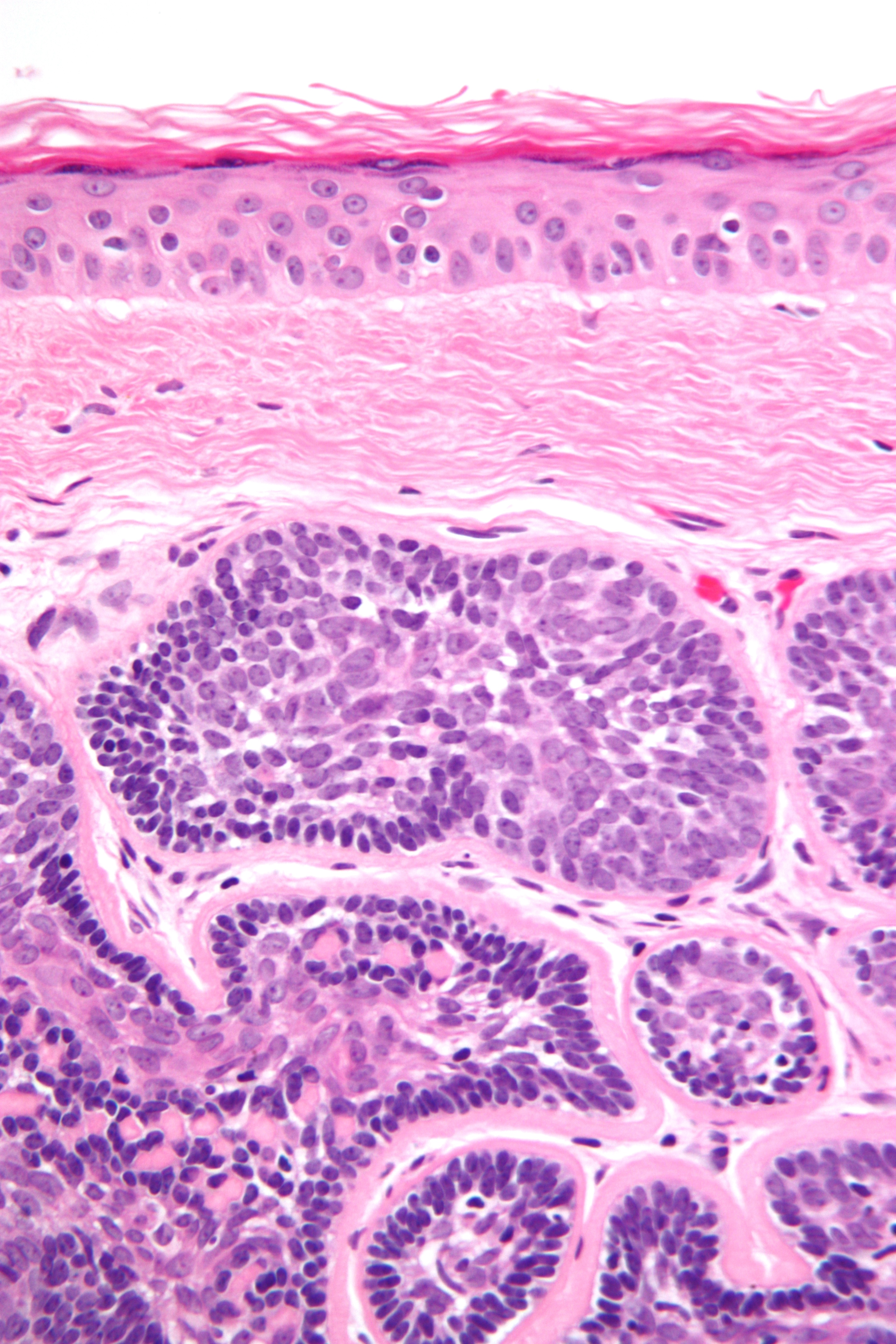
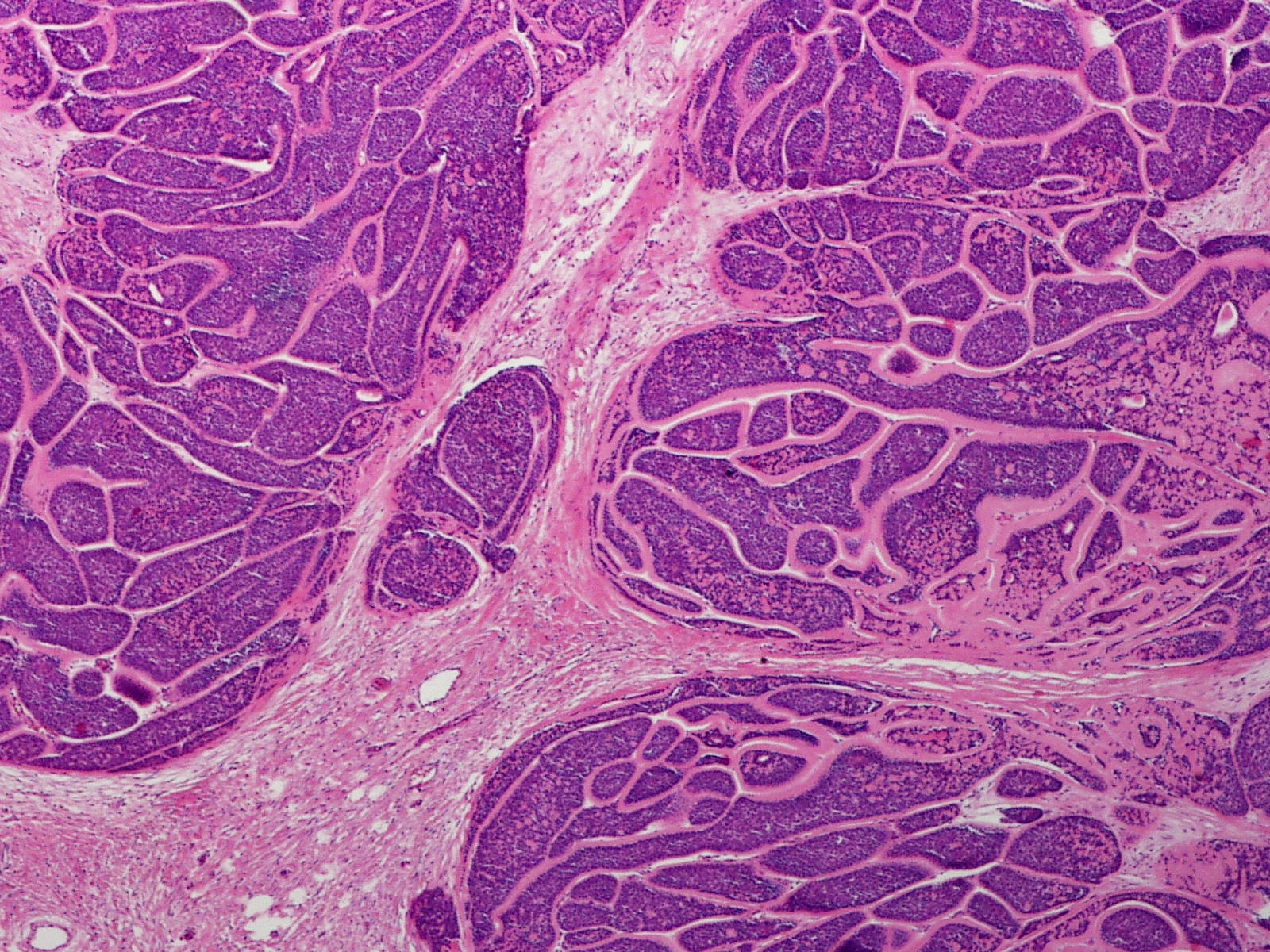